# Rundfunk-Orchester und -Chöre Berlin
Die Rundfunk Orchester und -Chöre (gemeinnützige) Gesellschaft mit beschränkter Haftung Berlin (Eigenschreibweise: ROC) ist die seit 1994 bestehende Trägergesellschaft für das Deutsche Symphonie-Orchester Berlin (DSO), das Rundfunk-Sinfonieorchester Berlin (RSB), den Rundfunkchor Berlin sowie den RIAS Kammerchor.

## Heutige Klangkörper und Leitungen
Zur ROC gehören folgende Ensembles und musikalische Leiter:
- Deutsches Symphonie-Orchester Berlin (DSO)
Es wurde 1946 in West-Berlin als RIAS-Symphonie-Orchester (RSO) gegründet.[4] 1956 nahm es den Namen Radio-Symphonie-Orchester Berlin an, seit 1993 trägt es seinen heutigen Namen.[5]
2017 übernahm Robin Ticciati die Leitung.[6]
- Rundfunk-Sinfonieorchester Berlin (RSB)
Das 1923 gegründete Orchester bestand nach dem Zweiten Weltkrieg in Ost-Berlin fort,[4] diente später dem Rundfunk der DDR[7] und wurde zuletzt vom Deutschlandsender Kultur getragen.[8]
Seit 2017 ist Vladimir Jurowski Chefdirigent dieses Orchesters.[9]
- Rundfunkchor Berlin
Er geht auf den 1925 gegründeten Berliner Funkchor zurück.[10] Ab 1933 nannte er sich zehn Jahre lang Chor des Reichssenders Berlin. Wenige Monate nach Kriegsende setzte er unter dem Namen Berliner Solistenvereinigung seine Arbeit fort. 1973 wurde diese Vereinigung schließlich mit dem 1948 gegründeten Großen Chor des Berliner Rundfunks zusammengelegt[11] und wirkte als Ensemble des DDR-Rundfunks.[12]
Die Chorleitung hat seit 2015 Gijs Leenaars.[13]
- RIAS Kammerchor
Gegründet wurde dieser Chor 1948 vom damaligen Sender RIAS Berlin.[14]
Chorleiter ist seit 2017 Justin Doyle.[15]

## Gesellschafter
Die GmbH-Anteile verteilen sich auf vier Gesellschafter: Deutschlandradio (40 %), Bundesrepublik Deutschland (35 %), Berlin (20 %) und Rundfunk Berlin-Brandenburg (5 %). Vorsitzender des Kuratoriums und der Gesellschafterversammlung der ROC ist seit 2020 Ernst Elitz.

## Geschichte der Trägergesellschaft
| Leitung der Gesellschaft | Leitung der Gesellschaft |
| ------------------------ | ------------------------ |
| 1994                     | Elmar Weingarten         |
| 1996                     | Dieter Rexroth           |
| 2001                     | Bettina Pesch            |
| 2006                     | Gernot Rehrl             |
| 2012                     | Thomas Kipp              |
| 2018                     | Anselm Rose              |

Die Vorgeschichte des Unternehmens begann 1956 mit der Gründung der Trägergesellschaft für das Radio-Symphonie-Orchester Berlin (1946 gegründet als RIAS-Symphonie-Orchester; 1993 umbenannt in Deutsches Symphonie-Orchester Berlin).
Diese Trägergesellschaft änderte zum 1. Januar 1994 Firma und Zweck. Sie wurde zur Rundfunk-Orchester und -Chöre (gemeinnützige) Gesellschaft mit beschränkter Haftung. Die Gesellschaft hat laut Satzung die Aufgabe, Kunst und Kultur zu fördern, insbesondere durch die Unterhaltung von anfänglich fünf Klangkörpern: das Deutsche Symphonie-Orchester Berlin (DSO), das Rundfunk-Sinfonieorchester Berlin (RSB), den Großen Rundfunkchor, den RIAS-Kammerchor und das RIAS Tanzorchester. 1995 wurde der Begriff Berlin am Ende der Firmierung ergänzt.
Zu Anfang desselben Jahres wurde ferner das RIAS-Tanzorchester in RIAS Big Band umbenannt. Die Musiker dieser Big Band erhielten ihre Kündigungen zum 31. August 2001. Sie blieben schließlich bis August 2002 Mitarbeiter der Trägergesellschaft, traten aber nicht mehr unter ihrem Namen auf.
Die Orchester und Chöre des Unternehmens erhielten seit 1994 eine Reihe von Auszeichnungen, unter anderem Grammys und Echos.

## Leistungsspektrum und -daten
Die Ensembles geben Konzerte und spielen Musikaufnahmen ein, überwiegend CDs.
Im Jahr 2019 gaben die Klangkörper 144 eigenveranstaltete Orchester- und/oder Chorkonzerte in Berlin mit insgesamt 140.083 Besuchern (2018: 150 Konzerte mit 148.384 Besuchern). Die Auslastung lag hier bei 84 Prozent (2018: 84 Prozent). Durch Gastspiele, Sonderkonzerte und Beistellungen, die nicht von der ROC, sondern von Dritten verantwortet wurden, kamen 2019 113 Konzerte mit zusammen 162.310 Besuchern hinzu (Auslastung: 89 Prozent). Außerhalb Berlins gab es 66 Konzerte mit insgesamt 81.128 Besuchern (2018: 57 Konzerte mit 69.178 Besuchern). Die Ensembles erreichten über den Hörfunk bundesweit zudem 1,8 Millionen Hörer (2019).
Die Trägergesellschaft erwirtschaftete 2019 einen Umsatz von 6,69 Millionen Euro. Die Zahl der Beschäftigten belief sich am 31. Dezember 2019 auf 365 Mitarbeiter (Ende 2018: 362).